# 录鬼簿
《录鬼簿》，元钟嗣成著。有上、下二卷。《录鬼簿》大约成书于元至顺元年(约公元1330年)。 记载元曲作家生平事迹及其作品目录。录作家152人，作品名目458种，作家分为 7类：“前辈已死名公，有乐府行于世者”，“方今名公”，“前辈已死名公才人，有所编传奇行于世者”，“方今已亡名公才人，余相知者，为之作传，以《凌波曲》吊之”，“已死才人不相知者”，“方今才人相知者，纪其姓名行实并所编”，“方今才人，闻名而不相知者”。
后人对《录鬼簿》增补成《录鬼簿续编》.
钟嗣成是元代戏曲家，另有无名氏撰《续录鬼簿》一卷。《录鬼簿》和《续录鬼簿》记载了元代戏曲作家152人，包括他们的字号、籍贯、简略的生平事迹。并开列了近五百种杂剧的剧目。不仅是研究古典戏曲和金元文学的重要史料，也是最早的戏曲作家人名词典。

## 版本
- 元末明初贾仲明天一阁蓝格精钞本《录鬼簿》。
- 明万历年间《说集》蓝格钞本《录鬼簿》。
- 明孟称舜刻本《录鬼簿》。
- 清曹楝亭刻本《录鬼簿》。

## 参看
- 元曲
- 《錄鬼簿續編》